# I’ll Be There for You (Bon-Jovi-Lied)
I’ll Be There for You ist ein Lied von Bon Jovi, das von Jon Bon Jovi und Richie Sambora geschrieben wurde. Es erschien im September 1988 auf dem Album New Jersey.

## Geschichte
Da Bon Jovi (und seinerzeit auch die Musikrichtung Glam Metal) zu dieser Zeit ihren Höhepunkt erfuhren, kam das Lied sehr schnell in die Charts, erreichte Platz eins der Billboard Hot 100 und wurde so ihr vierter und letzter Nummer-eins-Hit in den Vereinigten Staaten. Zugleich ist es der einzige Nummer-eins-Hit, an dem Desmond Child nicht mitwirkte. I’ll Be There for You gilt als Klassiker der Powerballaden und stellt auch musikalisch einen Übergang zu den Liedern der Alben Keep the Faith und These Days dar. Die Veröffentlichung als Single war am 4. April 1989.
Einige glaubten aufgrund der Verse, dass man sich bei dem Lied an den Beatles-Klassiker Don’t Let Me Down aus dem Jahr 1969 bedient habe, und andere, dass der Refrain aus einem Lied von Joe Ellis stammt. Ellis sagte in einem Interview, dass Lehua Reed (Richie Samboras Ex-Verlobte) ihn mit Anekdoten von Bon Jovi und Richie Sambora konfrontierte. Unter anderem, dass sie stundenlang am Klavier saßen, sich auch zur Inspiration an einer Kiste mit Kassetten bedienten und zufälligerweise waren auch Songs von Joe Ellis mit dabei.
Bei verschiedenen Konzerten sang auch Sambora das Lied.

## Musikvideo
Im Musikvideo spielen Bon Jovi das Lied auf einer Bühne, es sind auch Nahaufnahmen von jedem Mitglied zu sehen. Allerdings sieht man dort Richie Samboras Gesicht mehr im Schatten. Teilweise werden auch Szenen eines anderen Konzertes eingeblendet, die in der Wembley Arena, London und in Schwarzweißfotografie gedreht wurden.

## Kommerzieller Erfolg

### Chartplatzierungen
| ChartsChartplatzierungen       | Höchstplatzierung | Wochen |
| ------------------------------ | ----------------- | ------ |
| Deutschland (GfK)              | 67 (10 Wo.)       | 10     |
| Schweiz (IFPI)                 | 15 (7 Wo.)        | 7      |
| Vereinigte Staaten (Billboard) | 1 (22 Wo.)        | 22     |
| Vereinigtes Königreich (OCC)   | 18 (7 Wo.)        | 7      |

| ChartsJahrescharts (1989)      | Platzierung |
| ------------------------------ | ----------- |
| Vereinigte Staaten (Billboard) | 23          |

### Auszeichnungen für Musikverkäufe
| Land/Region                  | Auszeichnungen für Musikverkäufe (Land/Region, Auszeichnung, Verkäufe) | Verkäufe |
| ---------------------------- | ---------------------------------------------------------------------- | -------- |
| Australien (ARIA)            | Platin                                                                 | 70.000   |
| Brasilien (PMB)              | Gold                                                                   | 30.000   |
| Vereinigtes Königreich (BPI) | Silber                                                                 | 200.000  |
| Insgesamt                    | 1× Silber · 1× Gold · 1× Platin ·                                      | 300.000  |

Hauptartikel: Bon Jovi/Auszeichnungen für Musikverkäufe

## Coverversionen
- 1998: Richie Sambora
- 2001: Chaz Jankel